# Rixensart
Rixensartlà một đô thị ở tỉnh Walloon Brabant. Tại thời điểm ngày 1 tháng 1 năm 2006 Rixensart có dân số 21.355 người. Tổng diện tích là 17,54 km² với mật độ dân số là 1.217 người trên mỗi km².
Các đô thị riêng rẽ Genval và Rosières nay thuộc Rixensart.  Genval-les-Bains là một địa điểm nổi bật với hồ nước 100 năm tuổi với đài nước.
Rixensart có hai nhà ga tàu lửa (tại Rixensart và tại Genval).
Rixensart kết nghĩa với Birstall, Leicestershire.